# 準市場
準市場（じゅんしじょう、英語: quasi-market、クアジマーケット）は、医療・福祉など公的サービスにおいて、部分的に市場原理を取り入れている場合の総称。擬似市場。
社会福祉は公的部門による措置制度の時代（昭和20年代以前）が続いていたが、公的部門によるサービス（対人的サービス）が一律的、画一的、独占的となる欠点もあった。この欠点を補うために市場メカニズムを導入してサービス提供者を競争させることにより、より効率的で質の高い対人的サービスが提供されるよう政策が設計されるようになった。競争原理が働くものの市場とはいえないので準市場と呼ばれる。
quasi-market は、ロンドン大学ジュリアン・ルグラン教授が、1990年代のブレア政権（新自由主義）の政策として提唱したもの。従来の公的対人社会サービスは、Queen（女王）-Pawn（チェスの歩）というサービスの提供者と利用者の関係である。これに knight（騎士）-knave（ならず者）による利他的役割者と利己的役割者を追加して市場原理で競争させる。Queen-Pawn-Knight-Knave が相互に影響しあう社会政策メカニズムを quasi-market と呼んだ。日本での社会保障（医療、保育、教育等）のあり方として引用されることがある。
公共サービスが民営化され、準市場メカニズムを導入する際にサービス提供者が効率的で利益性の高い部分を集めるとき、これをクリームスキミングと呼ぶ。クリームスキミングによって公的サービスに必要な平等性や機会均等性が損なわれることがある。
準市場を措置制度と市場経済の中間に位置する社会保障メカニズムであると考える場合や、混合経済からみた公的サービスのあり方として説明する場合等がある。
競争に勝ち残ったものが良質サービスを提供しているという保証はない。このためサービス内容を保証するためには事業の許認可制度や公的資格制度が必要となる。またサービスの流通・供給の枠組みが公的に定義されている必要もある。

## 医療サービスにおける準市場
日本は国民皆保険制度が達成され、医療サービスを受けるとき受診する医療機関を誰もが自由に選ぶことができる。医療費は診療報酬で細かく定義されており保険機関の支払額と患者の窓口負担額に差がないように工夫され平等性が確保されている。一方、医療機関は医師や看護婦などの医療従事者を市場から雇用し、医療施設建造、医療機器・医薬品・検体検査などを市場から調達することができる。このように医療サービスでは公的要素と市場競争が組み合わさっているので、日本の医療サービスは準市場メカニズムの元で提供されていると考えられている。
サービスする側が受け取る報酬単位が一定であるので、売り上げ確保のために需要を喚起したり、サービスに掛かる経費を節減することが医業経営の基礎となりうる（利己的、knave）。医療従事者にとって医療機関とは自由契約であるから、インセンティブに拘らず利他的 (knight) であり続けることは難しく、条件の良い（診療科や地域）ほうに移ることになる。
医療サービスを受ける側は医療内容が高度な場合には質を評価できないことも多いので、医療サービスが出来高で提供される場合には医療費が増大しても制御できないことがある。保険者もレセプト内容を審査している一方、経済成長の程度、年齢構成変化による疾病増減（疾病構造変化）、診断治療の進歩に伴い医療費が増減する。しかし医療費が増加したからといって医療保険負担を増加させるのは難しい。
医療サービスを受ける側には通常医学知識が乏しく医療内容評価のための情報が非対称（医師-患者間）である。患者は医療機関や医者を選ぶ基準がはっきりしないので、医療サービスを受けるとき市場原理（市場メカニズム）が働きにくい。
医療サービスは経験財であり、かつ医療知識が非対称であるため、病状や医療内容について説明が充分でないときや、サービス内容や結果に疑問を持ったときには不満が増大することがある。たとえば knight を期待して受診するが knave だったのではないかなど不安になるのである。一般商品の場合は不満足であれば購入されないので市場メカニズムが機能するが医療サービスでは市場メカニズムは機能しにくい。保険者は医療費の収集者であり支払者でもあるため、本来ならば、市場メカニズムに任せるだけではなく queen として医療サービスの質を評価し、情報を提供できる立場にもある。
医療に市場原理を導入した場合に競争勝者が医療サービスを独占する可能性を秘めている。またサービス提供者が効率の良い対象を集めるクリームスキミングが始まる。クリームを掬い取ったあとの、費用対効果の低い領域のサービス等は縮小し、偏在化する（市場の混乱、市場の失敗）。準市場メカニズムは経済成長があり市場規模が維持・拡大するときに機能する。医療費が枯渇したとして過度に診療報酬支払が抑制される場合には、準市場メカニズムはうまく働かない。
「官民二本立て構造」は公的給付と公的給付を超えた分の自己負担が組み合わさったもの。混合診療の一種。